# Синяя бездна
«Синяя бездна» (англ. 47 Meters Down; дословно — «47 метров вниз») — британский фильм ужасов режиссёра Йоханнеса Робертса. В США фильм вышел 16 июня 2017 года. В России фильм вышел 29 июня 2017 года.

## Сюжет
Две сестры Лиза (Мэнди Мур) и Кейт (Клэр Холт) отдыхают в Мексике. Лиза рассталась со своим бойфрендом, и Кейт, желая растормошить сестру, вытаскивает её на дискотеку, где они знакомятся с двумя местными парнями, которые уговаривают их попробовать необычное развлечение — погрузиться в клетке к большим белым акулам. Кейт опытная в погружениях и охотно подхватывает идею, а Лиза сомневается, потому что ни разу не погружалась, но под давлением сестры соглашается на авантюру. На следующее утро они встречаются в условленном месте, где ребят ждёт их знакомый — капитан Тейлор (Мэттью Модайн), который и организует подобные, судя по всему, нелегальные «аттракционы». Лодка капитана оказывается потрёпанным небольшим рыболовецким судном, а железная клетка — покрытой ржавчиной. Увидев это, Лиза хочет отказаться от затеи, но Кейт, будучи уже в азарте, уговаривает её не делать этого. Помощник капитана выливает в море ведро с кровью и кусками рыбы, приманивая акул. Вскоре появляются акулы, и парни погружаются первыми. Всё проходит хорошо, и, поменявшись, погружение начинают девушки. Клетка погружается на небольшую глубину около 3-4 метров. Две огромные акулы начинают кружить вокруг клетки, и клетка внезапно дёргается. Лиза в панике просит капитана вытащить их. Девушек поднимают, и, когда парни уже собираются открыть засов клетки, трос срывается со «стопа», и клетка стремительно падает вниз. Она резко застывает на отметке 33 метра, когда заканчивается длина троса, но в ту же секунду продолжает падение, потому что от резкого рывка из лодки вырывается сам кран и падает на дно вслед за клеткой.
Девушки какое-то время находятся без сознания из-за резкого перепада давления. Первой приходит в себя Кейт и приводит в сознание сестру. Они тщетно пытаются поймать сигнал, чтобы связаться с капитаном Тейлором. Кейт хочет подняться чуть выше клетки, так как сигнал слабо прорывается, но дверь придавлена упавшим на неё краном. Кейт принимает решение снять баллон и маску и вылезти сквозь прутья. Все проходит успешно, и Кейт также удается скинуть кран с крыши клетки. Она поднимается вверх, и на глубине 40 метров ей удаётся поймать связь и поговорить с капитаном. Он просит её вернуться в клетку и экономить кислород, и сообщает, что к ним скоро спустится его помощник Хавьер с тросом от запасной лебёдки. Девушка опускается к сестре в клетку. В ожидании сёстры слышат какой-то звук, похожий на звук заводящегося мотора лодки. Испугавшись, что лодка уплывает и их бросят здесь одних, Кейт снова вылезает из клетки и плывёт вверх, пытаясь поймать связь с Тейлором. Внезапно появляется акула и гонится за Кейт, которой удаётся вернуться обратно в клетку. Тогда акула нападает на клетку и пытается сломать прутья.
Вскоре сёстры замечают фонарь, находящийся на расстоянии 10-20 метров от них. Они понимают, что это должен быть Хавьер, но он почему-то не видит их, хотя на клетке прикреплены горящие фонари. Кислород на исходе — у Лизы запаса хватит на полчаса, а у Кейт — всего лишь на несколько минут. Лиза предлагает доплыть до Хавьера и привести его с тросом. Отплыв на несколько метров от клетки, Лиза с трудом успевает спрятаться между камней от нападающей на неё акулы. Немного переждав, она продолжает плыть в сторону фонаря Хавьера и внезапно понимает, что подплыла к краю бездонного ущелья, на другой стороне которого виднеется фонарь. Переборов страх, Лиза всё же доплывает до фонаря, который застрял, упав между камней, но не видит рядом самого Хавьера. Справившись с приступом паники, она пытается найти обратную дорогу. Внезапно на её пути появляется Хавьер, на которого тут же нападает акула, но не съедает. Лиза снимает с бездыханного тела трос и плывёт на голос сестры. Прикрепив трос к клетке, Лиза поднимается вверх, сообщает Тейлору, что трос привязан, а Хавьер мёртв, и возвращается в клетку. Тейлор начинает подъём клетки, но примерно на глубине 30 метров трос лопается, и клетка снова летит вниз, при падении придавив ногу Лизы.
Кейт оставляет Лизу одну в клетке и с остатками кислорода срочно поднимается вверх и сообщает капитану, что кислород скоро закончится. Капитан Тейлор обещает скинуть им баллоны с кислородом, предупреждая, что скоро у них может начаться азотный наркоз и галлюцинации. Он также сообщает, что связался с береговой охраной, и те должны прислать специальную группу, работающую на больших глубинах, но случится это не раньше, чем через час.
Тейлор сбрасывает два баллона и сигнальные свечи, которые опять падают неподалеку от клетки. Кейт успевает доплыть до баллонов и заменить свой кислород на новый и возвращается со вторым баллоном, но возле клетки её настигает акула и утаскивает в темноту. Баллон остается лежать рядом с клеткой, но Лизе из-за придавленной ноги никак его не достать. Она дёргает гарпун к себе, но ранит ладонь. С помощью гарпуна Лиза подтаскивает к себе баллон кислорода и заменяет его. Вскоре выходит на связь Кейт. Она говорит, что жива, но серьёзно ранена, и кислородный трос повреждён акулой. Лиза вытаскивает ногу из-под клетки и плывёт к сестре. Она видит большое кровавое «облако» вокруг сестры — у неё большие раны на бедре. Лиза хватает Кейт, просит её зажечь сигнальную свечу, чтобы отпугивать акул, и они вместе начинают подниматься вверх. Тейлор просит сестёр подниматься медленнее. На глубине 20 метров Тейлор просит их сделать декомпрессионную остановку на 5 минут. Он делает обратный отсчёт времени, но у девушек гаснет первая сигнальная свеча. Вторая выскальзывает из рук ослабевшей Кейт. Когда они в итоге зажигают последнюю, третью свечу, то видят вокруг себя трёх акул. Крутясь на месте, им удаётся отпугнуть акул ненадолго, и Тейлор приказывает сёстрам срочно плыть наверх. Девушки снимают баллоны, которые ненадолго отвлекают внимание акул, и всплывают, однако лодка находится от них далеко, и капитан успевает только бросить им спасательный круг на тросе. В этот момент акула хватает Лизу и раздирает ей ногу, но Лизе удаётся вынырнуть. Сёстры хватаются за круг, и Тейлор подтягивает их к лодке. Парни пытаются вытянуть девушек, но акула снова хватает Лизу и утаскивает её. Лиза выдавливает акуле глаз и выныривает. Парни вытаскивают сестёр из воды и начинают останавливать им кровь. Кейт теряет сознание, а у Лизы начинаются галлюцинации. Тейлор кричит ей, что у неё начинается азотный наркоз. Оказывается, что Лиза всё еще сидит на дне океана, с придавленной клеткой ногой. Она смотрит на кровь, струящуюся из её раненой ладони, и повторяет, смеясь: «Мы спасены». Голос Тейлора повторяет, что у неё начался азотный наркоз и что береговая охрана уже прибыла. Из темноты появляется свет фонарей спустившихся спасателей, а Лиза приходит в себя и понимает, где она и что Кейт погибла. Лиза в сопровождении спасателей, вооружённых гарпунами, поднимается на поверхность.

## В ролях
| Актёр            | Роль           |
| ---------------- | -------------- |
| Мэнди Мур        | Лиза           |
| Клэр Холт        | Кейт           |
| Мэттью Модайн    | капитан Тэйлор |
| Яни Геллман      | Луис           |
| Сантьяго Сегура  | Бенжамин       |
| Крис Дж. Джонсон | Хавьер         |
| Майра Хуарес     | Сэмми          |

## Релиз
Первоначальный дистрибьютор фильма Dimension Films установил дату выпуска в Северной Америке на DVD и VOD на 2 августа 2016 года. Однако 25 июля Variety сообщила, что Dimension продала права на Entertainment Studios. Entertainment Studios отменили домашний релиз 2 августа и вместо этого выпустили фильм в кинотеатры в Соединенных Штатах 16 июня 2017 года. Рабочее название фильма 47 Meters Down было изменено на In the Deep для домашнего релиза, но Entertainment Studios вернулись к оригинальному названию.
Кассовые сборы фильма в мировом прокате составили по разным данным от 44,3 до 53,9 млн $.